# Salticus minax
Salticus minax är en spindelart som beskrevs av John Blackwall 1862. Salticus minax ingår i släktet Salticus och familjen hoppspindlar. Inga underarter finns listade i Catalogue of Life.